# Дмитрієв Іван Петрович
Іван Петрович Дмитрієв (рос. Ива́н Петро́вич Дми́триев; 30 липня 1915, Вишній Волочок, Тверська губернія, Російська імперія — 2003, Санкт-Петербург, Росія) — радянський і російський актор. Народний артист СРСР (1980).
Закінчив Ленінградський театральний інститут (1936).
З 1948 по 1973 роки — актор Академічного драматичного театру імені В. Ф. Комісаржевської в Ленінграді.

## Фільмографія
- 1939: «Четвертий перископ» — командир Епроновців
- 1944: «Морський батальйон» — епізод
- 1949: «Академік Іван Павлов» — Дмитро Петрович Павлов
- 1950: «Мусоргський» — співак Маріїнки, виконавець ролі Лжедмитрія
- 1955: «За вітриною універмагу» — Михайло Іванович Крилов, завідувач відділу готового одягу
- 1956: «Круті Горки» — Горєлов
- 1956: «Моя дочка» — Тимофій Кочан
- 1957: «Неповторна весна» — генерал Новожилов, батько Анни
- 1957: «Брати» — інженер Котов
- 1957: «Матрос зійшов на берег» — Олексій Єрмоленко
- 1958: «Повість наших днів» — Сокіл
- 1958: «Останній дюйм» — відвідувач кафе
- 1958: «Ваня» — Дмитро Крильцов, батько Олени, парторг заводу
- 1959: «В єдиному строю» — Матвєєв
- 1961: «Смугастий рейс» — старший помічник Олег Петрович
- 1961: «Найперші» — генерал
- 1961: «Життя спочатку» — Федір Власов
- 1963: «Хроніка одного дня» — Муратов
- 1964: «Російський ліс» — Валерій Крайнов
- 1964: «Нуль три» — Олександр Теннов, лікар
- 1965: «Залп «Аврори»» — Дибенко
- 1966: «Явдоха Павлівна» — Сергій Петрович Шамрай, професор, старший науковий співробітник селекційної станції
- 1967: «Тиха Одеса» — Григорій Павлович Рахуба
- 1968: «Армія «Плиски» знову в бою» — Свиридов
- 1968: «Ступінь ризику» — академік
- 1968: «Помилка Оноре де Бальзака» — Москаленко
- 1969: «Пісня про Маншук» — Максимов
- 1969: «Берег юності» — епізод
- 1970: «Крах імперії» — голова зборів
- 1970: «Любов Ярова» — офіцер з букетом
- 1970: «Вибух уповільненої дії» — Чорнолуський
- 1971: «Ніна» — Іван Іванович
- 1971: «Море нашої надії» — міністр
- 1972: «Останні дні Помпеї» — Євген Мамайський
- 1972: «Довга дорога в короткий день» — Кирило Мефодійович Ярмола
- 1973: «Стара фортеця» — Андрихевич Степан Дормідонтович, батько Ліки
- 1975: «Народжена революцією» — Іван Петрович Коломієць
- 1976: «Мене це не стосується» — Варенцов
- 1977: «Мій друг дядько Ваня» — професор Іволгін
- 1978: «Сибіріада» — Блінов
- 1978: «Пуск» — Яків Федосійович Курдюмов, заступник директора заводу
- 1978: «Слід на землі» — епізод
- 1980: «Державний кордон. Ми наш, ми новий...» — Мокроусов, дворянин
- 1980: «Мій тато — ідеаліст» — Іван Сергійович
- 1980: «Головний конструктор» — Семен Семенович, старий головний конструктор
- 1981: «Контрольна зі спеціальності» — Самохвалов
- 1982: «Нікколо Паганіні» — граф Розумовський
- 1982: «Формула пам'яті» — Аркадій Скляров, співробітник НДІ пам'яті
- 1982: «Шурочка» — Шульгович, полковий, командир
- 1983: «Ювелірна справа» — Сергій Іванович, полковник міліції